# Birán
Pour les articles homonymes, voir Biran.
Birán est une localité de Cuba dans la province de Holguín. Elle fait partie de la municipalité de Cueto.

## Personnalités
- Ramón Castro Ruz, Fidel Castro, Raúl Castro et leur sœur Juanita Castro y sont nés.